# HandyLinux
HandyLinux es una distribución de Linux derivada de Debian,  diseñada para los usuarios de ordenadores sin experiencia. Tiene bajos requerimientos de sistema, por lo que le puede ser utilizado en una amplia gama de hardware antiguo que ya no tiene soporte en otros sistemas operativos.  Está dirigido especialmente a las personas mayores con equipos antiguos y que no tienen la necesidad o la habilidad para utilizar muchas características que ofrecen los sistemas operativos más recientes.  También puede ser útil para los usuarios de ordenadores que tienen discapacidad, por ejemplo, con discapacidad visual.

## Características
HandyLinux es una distro francesa diseñada para usuarios novatos de Línux. Está basado en la versión estable más reciente de Debian GNU/Línux y usa el escritorio Xfce. Su característica principal es un menú de inicio hecho a la medida con aplicaciones y marcadores de Internet agrupados en pestañas.

## Entorno de escritorio

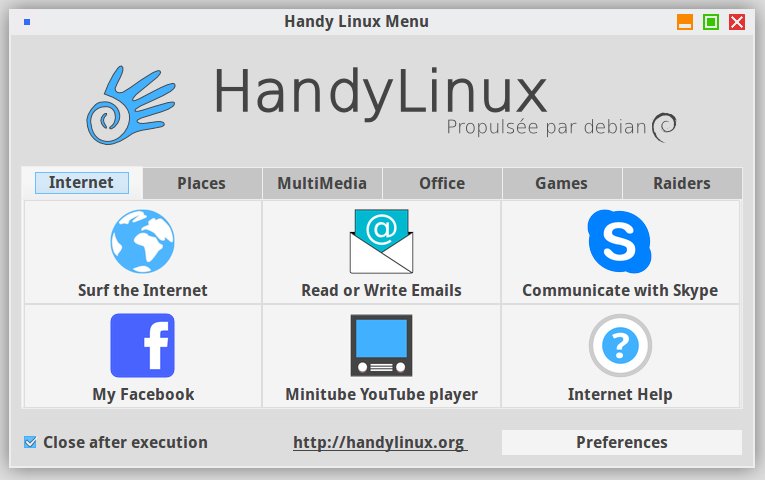
Internet
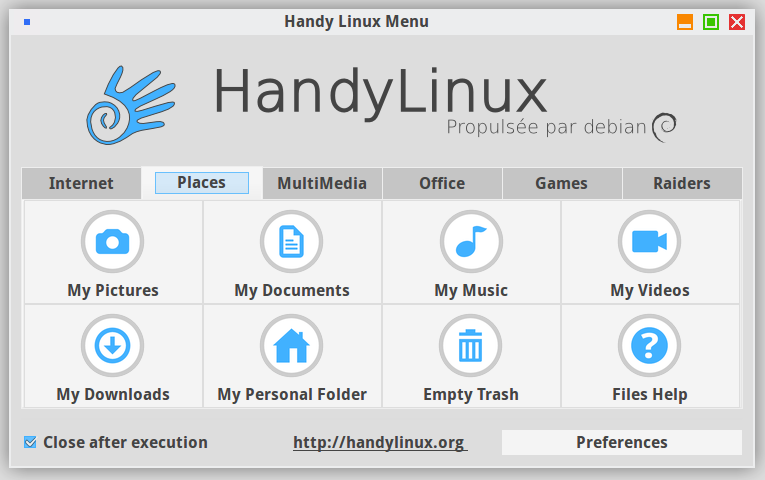
Archivos
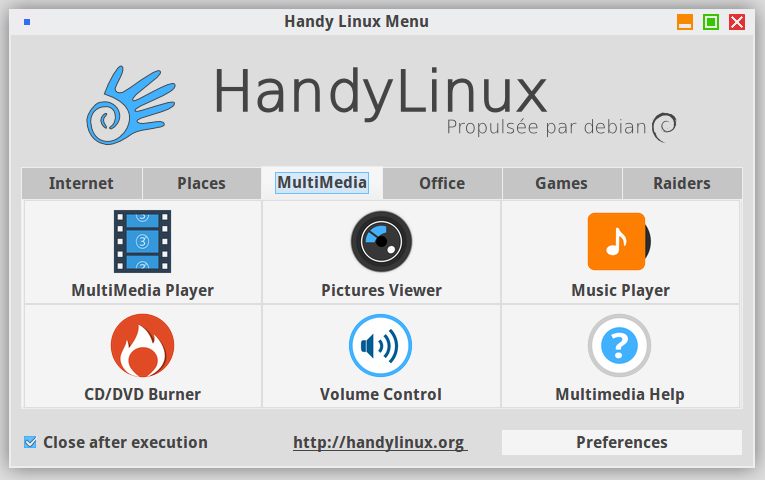
Multimedia
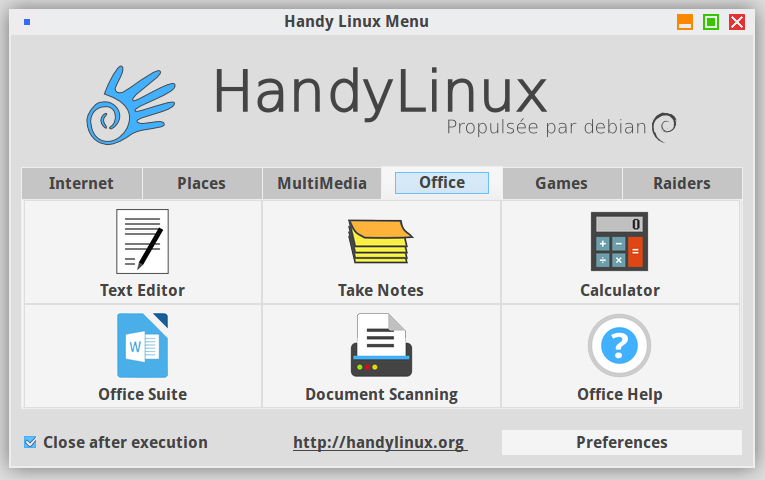
Office
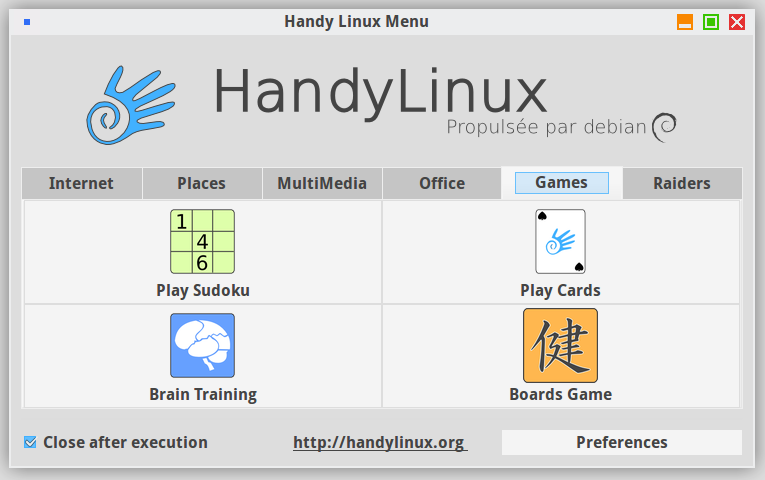
Juegos
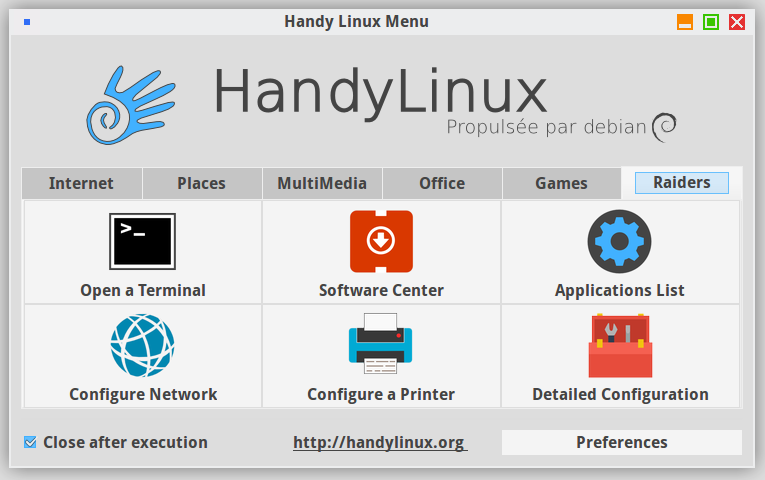
Aventureros

## Aplicaciones
- Gestor de archivos Thunar
- Iceweasel
- Lectores de Correo electrónico: Mozilla Thunderbird,
- Mensajería instantánea:
- Herramientas de transferencia: Transmission
- Oficina: LibreOffice
- Audio: Clementine
- Vídeo: VLC media player
- Foto: Ristretto
- Grabación de CD y DVD:  Xfburn
- Utilidades: CUPS
- Herramientas de mantenimiento: GParted

## Versiones publicadas
| Nombre         | Base       | Fecha      | MegaByte | Entorno de escritorio |
| -------------- | ---------- | ---------- | -------- | --------------------- |
| HandyLinux-2.1 | Debian 8.1 | 2015-06-09 | 1335     | Xfce                  |